# Kunstjahr 1757
Liste der Kunstjahre

Kunstjahr 1757 | 1758 | 1759 | 1760 | 1761 | ► | ►►

Weitere Ereignisse
Dieser Artikel behandelt das Kunstjahr 1757.

## Ereignisse
- Graf Iwan Iwanowitsch Schuwalow eröffnet in Sankt Petersburg die Akademie der Drei Edelsten Künste, die bis 1764 in seinem Haus untergebracht ist.
- Der Bau des Panthéons in Paris wird genehmigt. Bis zur Grundsteinlegung vergehen weitere sieben Jahre.

## Geboren
- 10. Januar: Joseph Kreutzinger, österreichischer Porträtmaler († 1829)
- 16. Januar: Samuel McIntire, US-amerikanischer Architekt und Künstler († 1811)
- 10. Februar: Johann August Arens, deutscher Architekt, Landschaftsgestalter und Maler († 1810)
- 21. März: James Sowerby, britischer Naturforscher, Zoologe und Maler († 1822)
- 22. April: Josef Mathias Grassi, österreichischer Historien- und Porträtmaler († 1838)
- 02. August: Johann Heinrich Schmidt, deutscher Maler († 1821)
- 04. August: Wladimir Lukitsch Borowikowski, russischer Porträtmaler († 1825)
- 13. August: James Gillray, britischer Karikaturist († 1815)
- 17. August: Adam von Bartsch, österreichischer Künstler und Kunstschriftsteller und Begründer der systematisch-kritischen Graphikwissenschaft († 1821)
- 14. September: Jean-Jacques Lequeu, französischer Architekt († 1826)
- 01. November: Antonio Canova, italienischer Bildhauer († 1822)
- 28. November: William Blake, englischer Dichter, Naturmystiker, Maler und der Erfinder der Reliefradierung († 1827)
- 28. Dezember: Reinhard Woltman, deutscher Wasserbauingenieur († 1837)

## Gestorben

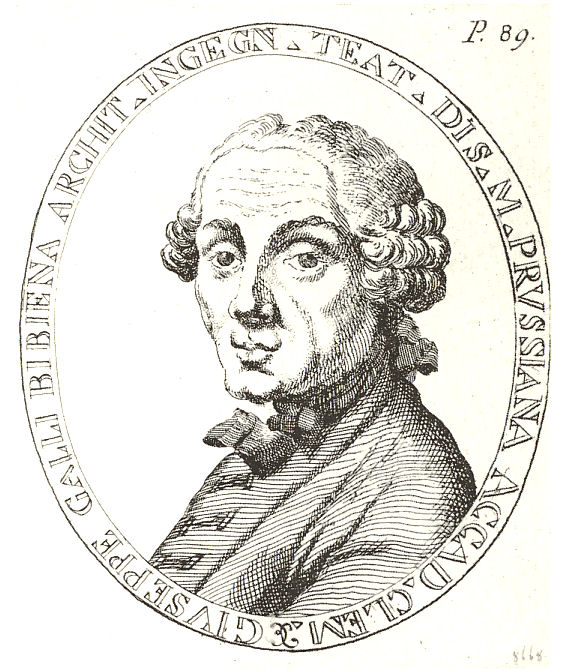
Giuseppe Galli Bibiena

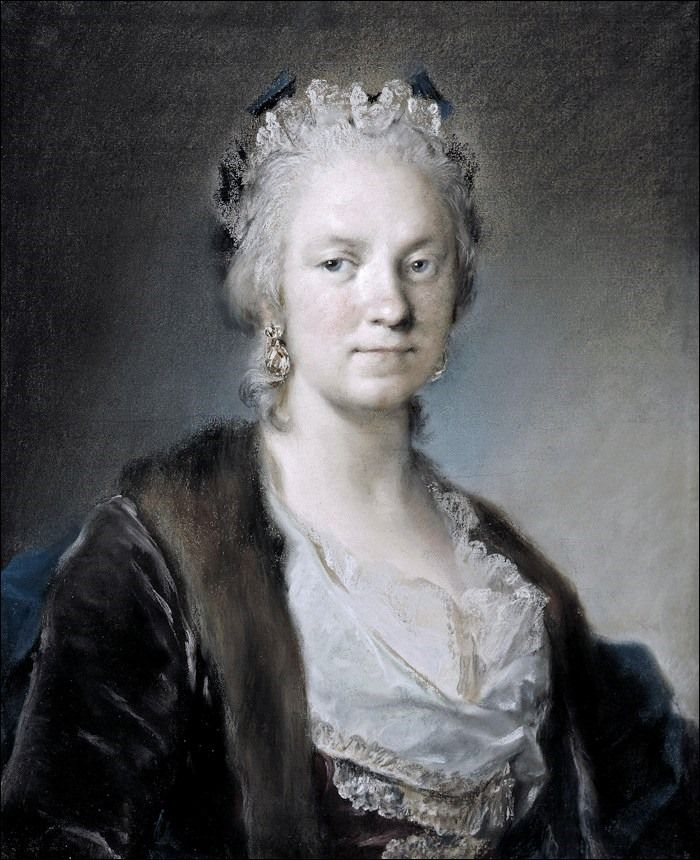
Rosalba Carriera, Selbstporträt um 1750

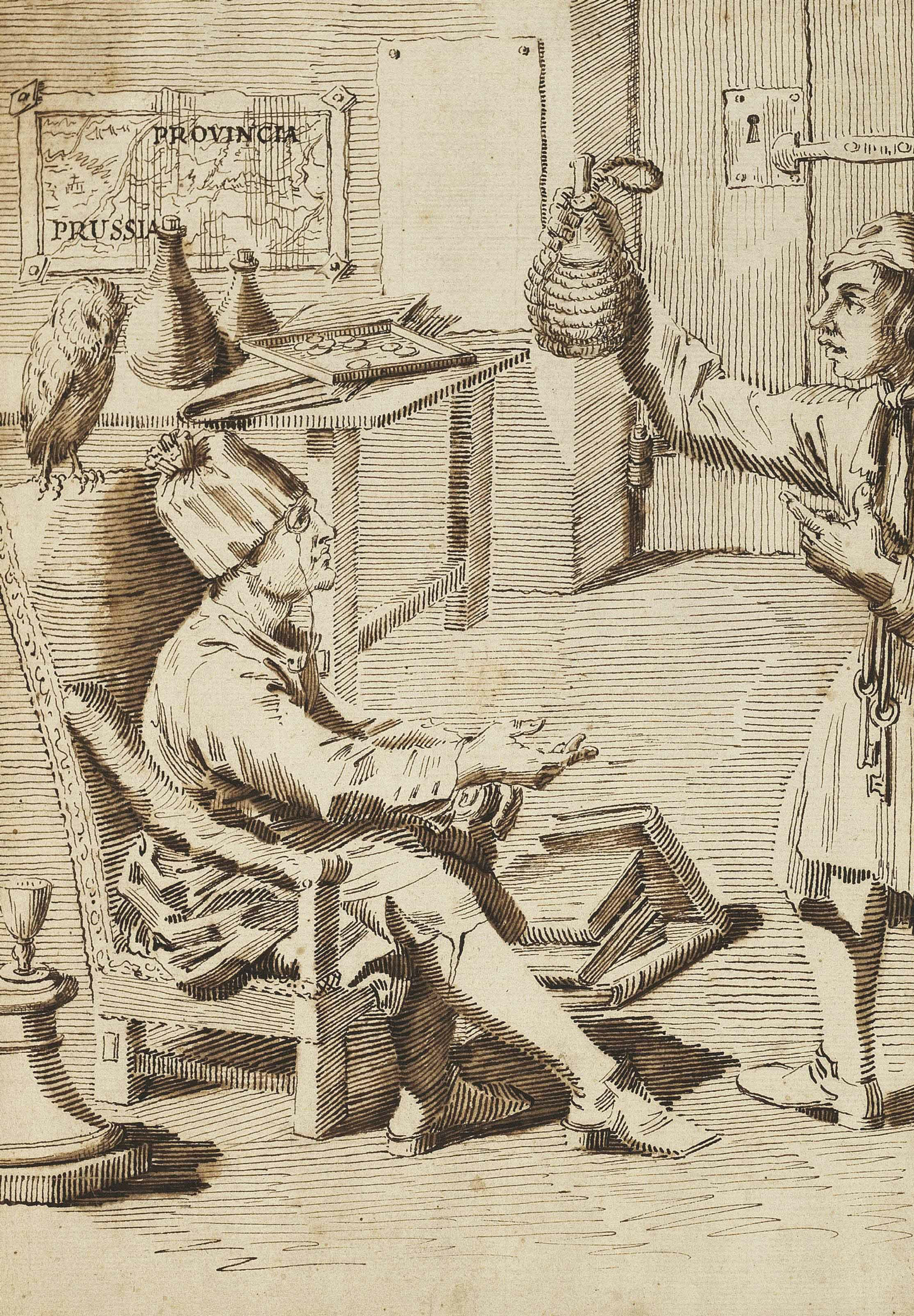
Philipp von Stosch während seiner Studien, rechts ein Diener, der eine Flasche hoch hält; Zeitgenössische Federzeichnung Pier Leone Ghezzis

- 24. Januar: Francesco Robba, italienischer Bildhauer (* 1698)
- 12. März: Giuseppe Galli da Bibiena, italienischer Bühnenbildner, Zeichner, Architekt, Theateringenieur und Maler (* 1696)
- 15. April: Franz Joseph Spiegler, deutscher Maler (* 1691)
- 15. April: Rosalba Carriera, italienische Malerin (* 1675)
- 16. April: Daniel Gran, österreichischer Maler (* 1694)
- 11. Juni: Martin Aumüller, böhmischer Bildhauer und Holzschnitzer (* 1697)
- 15. Juni: Johann Caspar Bagnato, Pfälzer Baumeister (* 1696)
- 05. August: Antoine Pesne, französischer Hofmaler in Preußen (* 1683)
- 25. September: Johann Christoph Sauer, erster deutscher Buchdrucker in Nordamerika (* 1695)
- 02. Oktober: Johann Adam Groß der Ältere, deutscher Baumeister (* 1697)
- 25. Oktober: Anton Sturm, deutscher Bildhauer (* 1690)
- 07. November: Philipp von Stosch, deutscher Diplomat, Antiquar, Antikensammler, Numismatiker und Gemmenforscher (* 1691)
- 01. Dezember: Johann Leonhard Prey, deutscher Architekt und Steinmetz (* um 1700)